# Палмер, Пол
Пол Па́лмер (англ. Paul Palmer; род. 18 октября 1974, Линкольн) — британский пловец, серебряный призёр Олимпийских игр 1996 года, многократный призёр чемпионатов мира, трёхкратный чемпион Европы.

## Спортивная биография
На летних Олимпийских играх Пол Палмер дебютировал в 1992 году в Барселоне. Британский пловец стартовал на двух индивидуальных дистанциях (200 м и 400 м вольным стилем), а также в составе сборной Великобритании принял старт в эстафете 4×200 метров вольным стилем. Во всех трёх дисциплинах Палмеру удалось пробиться в десятку сильнейших. На 200-метровке он занял 9-е место, на 400-метровой дистанции стал 10-м, а в эстафете удалось занять 6-е место.
Первым крупным успехом в карьере Пола Палмера стала бронзовая медаль, завоёванная в 1993 году на чемпионате мира на короткой воде. В дальнейшем Палмер стал обладателем ещё одной бронзовой и трёх серебряных наград чемпионатов мира по плаванию в 25-метровом бассейне.
В 1996 году на летних Олимпийских играх в Атланте Палмер принял участие уже в четырёх дисциплинах. Новой для спортсмена стала дистанция 1500 метров вольным стилем, в которой британский пловец занял 10-е место. На 200-метровке вольным стилем Палмер сумел отобраться в финал, но занял там последнее восьмое место. На дистанции вдвое длиннее Пол Палмер в предварительном раунде показал 6-е время и сумел отобраться в финал, где сенсационно приплыл вторым и завоевал серебряную медаль игр. Эстафета 4×100 метров сборная Великобритании с Палмером в составе заняла 5-е место.
В 1998 году на чемпионате мира по водным видам спорта Палмер смог завоевать свои единственные награды мировых первенств в 50-метровом бассейне. Британец стал бронзовым призёром на 400-метровке вольным стилем, а также в кролевой эстафете 4x200 метров.
На своих третьих Олимпийских играх в Сиднее Палмер вновь принял старт на четырёх дистанциях, но в отличие от предыдущих игр стать призёром у Пола не получилось. Наилучшим результатом стало 5-е место на 200-метровке вольным стилем и в эстафете 4×200 метров. На дистанции 400 метров вольным стилем Палмер не смог пробиться в финал, показав только десятое время, а на 1500 метров вольным стилем стал лишь 17-м.
Последним стартом в карьере британского пловца стала эстафета 4×200 метров вольным стилем на чемпионате мира 2001 года. Сборная Великобритании с Палмером в составе финишировала на четвёртом месте. Вскоре после окончания чемпионата Пол Палмер принял решение завершить спортивную карьеру.